# Àrbitre
Un àrbitre és la persona que realitza l'acció d'arbitrar, és a dir, que decideix el resultat d'un conflicte. Des del punt de vista legal, un àrbitre pot ser lletrat o no segons els casos en què la llei remeti al tipus d'arbitratge.
En qualsevol esport, l'àrbitre és el jutge encarregat de fer que es compleixin les regles del joc. És el que te la máxima autoritat per possa sancions.

## Àrbitre de bàsquet
En el bàsquet hi ha un mínim d'un àrbitre i un màxim de tres en cada partit, segons la competició de la qual es tracti, des de les realitzades en les categories de formació fins a les competicions professionals com ara les de les lligues EBA, LEB, ACB, Eurolliga i NBA.
L'àrbitre és la màxima autoritat en la pista de joc i té el poder de sancionar qualsevol jugador o tècnic, tant amb efecte immediat –en aquell mateix partit– com a efectes de la competició en general.
Tanmateix l'àrbitre de bàsquet mai no està sol, ja que forma part de l'equip arbitral, compost per: 
- la taula d'anotadors, on hi ha: un anotador, encarregat del control dels punts i les faltes de cada equip;
- el cronometrador, encarregat de controlar en el marcador electrònic el temps de joc, els punts i les faltes;
- l'operador de 24 segons, que s'encarrega del control de la possessió;
- l'ajudant de l'anotador, la funció del qual és la de coordinar els diferents membres de la taula i ajudar l'anotador per evitar possibles errors.

Tots aquests components utilitzen el llenguatge arbitral reglamentari per comunicar-se entre ells. Aquest llenguatge arbitral és el mateix a tot arreu del món, sempre que s'apliqui el reglament oficial de la FIBA, que regula les normes d'aquest esport a escala internacional.

## Àrbitre de futbol

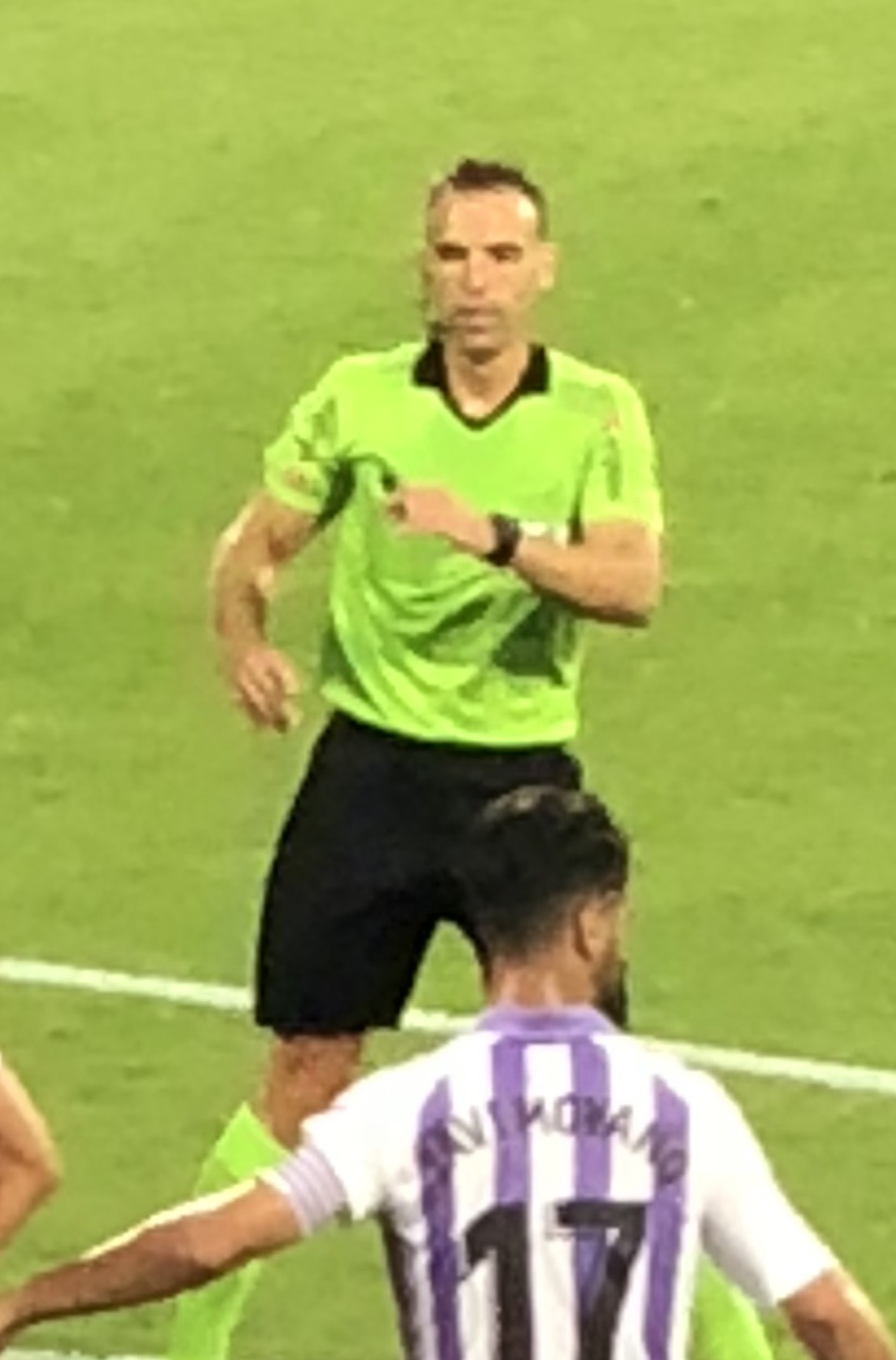
Guillermo Cuadra Fernández, arbitre de Futbol del comité balear de la primera Divisió d'Espanya.

Un àrbitre de futbol –també anomenat referee, pel seu nom en anglès– és el director principal encarregat d'aplicar les regles del futbol en un partit, deixar constància de tot el que hi ha passat mentre es jugava i cronometrar la durada del matx. També té la possibilitat d'aplicar els reglaments de la competició abans i després de la celebració del partit.
El futbol és un dels esports en què hi ha més jugades polèmiques, per això ha començat tímidament a utilitzar tecnologia en la seva tasca arbitral. Per exemple, la pilota intel·ligent porta uns sensors que permeten detectar si la pilota ha passat la línia de gol. Actualment s'investiguen altres tecnologies, i també es fan servir uns micròfons amb un auricular perquè els diversos àrbitres –els assistents, l'àrbitre general, el quart àrbitre– es comuniquin entre ells. Com que es col·loca a l'orella, aquest auricular s'anomena orellera o, impròpiament, pinganillo, pel seu nom en castellà.